# 風 (太陽探測器)
風（Wind）是美國太空總署科學衛星，也是全球地球空間科學衛星其中之一，於1994年11月1日9:31 UTC從佛羅里達州梅里特島卡納維拉爾角空軍基地LC-17B發射台發射，搭載三角洲2號運載火箭。風由位於紐澤西州東溫莎鎮的马丁·玛丽埃塔設計和製造。風衛星是一顆自旋穩定的圓柱形衛星，直徑為2.4公尺（7 英尺 10 英寸），高度為1.8 公尺（5 英尺 11 英寸）。
風衛星可以研究太陽風和地球磁層中的無線電波和等離子體。風衛星最初任務是在L1拉格朗日點繞太陽運行，但是在太陽和太陽圈探測器和先進成分探測器被發射到同一位置後，風衛星研究目標變更為研究磁層和近月環境。自2004年5月以來，風衛星一直處於 L1。風衛星目前有足夠的燃料在L1上仍可以持續使用50年，至少到2070年前。風衛星目前繼續收集數據，到2020年底，已為5810篇科學出版物貢獻了數據。